# Bad Guy
Bad Guy (hangul: 나쁜 남자; rr: Nappeun Namja) é uma telenovela sul-coreana exibida pela SBS em 2010, estrelada por Kim Nam-gil, Han Ga-in, Kim Jae-wook, Oh Yeon-soo e Jung So-min.

## Enredo
Em uma noite, Gun-wook perdeu tudo por causa da família Hong. Levaram-no, acreditando que ele era filho ilegítimo do presidente Hong, Tae-sung e depois lançá-lo de lado para as ruas quando ele acabou por ser um erro. Anos mais tarde, Gun-wook retornos de vingança, derrubando o Hongs e sua corporação Haeshin passo a passo. O verdadeiro Hong Tae-sung e irmãs Mo-ne e Tae-na são todas as peças de xadrez em seu plano de vingança impecável, mas ele nunca planejou em atender e se apaixonar com a inteligente e igualmente ambiciosos Jae-in.

## Elenco

### Elenco principal
- Kim Nam-gil como Shim Gun-wook
  - Kang Soo-han como Shim Gun-wook (jovem)
- Han Ga-in como Moon Jae-in
- Kim Jae-wook como Hong Tae-sung
  - Park Joon-mok como Hong Tae-sung (jovem)
- Oh Yeon-soo como Hong Tae-ra
  - Moon Ga-young como Hong Tae-ra (jovem)
- Jung So-min como Hong Mo-ne

### Elenco de apoio
- Kim Hye-ok como senhora Shin
- Jeon Gook-hwan como presidente Hong
- Shim Eun-kyung como Moon Weon-in
- Ji Hoo como Lee Beom-woo
  - Chae Gun como Lee Beom-woo (jovem)
- Kim Min-seo como Choi Sun-young
  - Lee Ji-eun como Choi Sun-young (jovem)
- Kim Jung-tae como Jang Gam-dok
- Ha Joo-hee como Jeon Hye-joo
- Park Ah-in como Da-rim
- Jung Seung-oh como Uhm Sang-mu
- Jeon Min-seo como Hong So-dam, a filha de Tae-ra
- Song Ji-eun como a mãe de Gun-wook
- Song Joo-yeon como Song Joo-yeon

## Classificações
| Episódio | Data de transmissão original | Audiência média | Audiência média              | Audiência média | Audiência média              |
| Episódio | Data de transmissão original | TNmS Ratings    | TNmS Ratings                 | AGB Nielsen     | AGB Nielsen                  |
| Episódio | Data de transmissão original | Em todo o país  | Região Metropolitana de Seul | Em todo o país  | Região Metropolitana de Seul |
| -------- | ---------------------------- | --------------- | ---------------------------- | --------------- | ---------------------------- |
| 1        | 26 de maio de 2010           | 12.0%           | 12.4%                        | 11.7%           | 13.1%                        |
| 2        | 27 de maio de 2010           | 12.8%           | 12.9%                        | 10.7%           | 11.8%                        |
| 3        | 3 de junho de 2010           | 12.2%           | 12.5%                        | 12.1%           | 12.8%                        |
| 4        | 9 de junho de 2010           | 14.2%           | 14.3%                        | 12.9%           | 14.1%                        |
| 5        | 10 de junho de 2010          | 15.1%           | 15.5%                        | 14.2%           | 16.0%                        |
| 6        | 30 de junho de 2010          | 7.2%            | 8.1%                         | 5.6%            | 6.5%                         |
| 7        | 1 de julho de 2010           | 8.3%            | 8.6%                         | 6.9%            | 8.4%                         |
| 8        | 7 de julho de 2010           | 7.9%            | 8.1%                         | 7.0%            | 7.2%                         |
| 9        | 8 de julho de 2010           | 8.7%            | 9.0%                         | 7.5%            | 8.7%                         |
| 10       | 14 de julho de 2010          | 8.9%            | 9.9%                         | 7.1%            | 8.3%                         |
| 11       | 15 de julho de 2010          | 8.1%            | 8.2%                         | 6.4%            | 7.4%                         |
| 12       | 21 de julho de 2010          | 8.0%            | 8.3%                         | 6.1%            | 7.1%                         |
| 13       | 22 de julho de 2010          | 8.9%            | 9.4%                         | 7.0%            | 8.1%                         |
| 14       | 28 de julho de 2010          | 7.8%            | 8.1%                         | 6.4%            | 7.3%                         |
| 15       | 29 de julho de 2010          | 12.4%           | 12.7%                        | 10.4%           | 11.3%                        |
| 16       | 4 de agosto de 2010          | 8.8%            | 8.8%                         | 7.5%            | 8.5%                         |
| 17       | 5 de agosto de 2010          | 9.3%            | 9.4%                         | 8.4%            | 9.6%                         |
| Média    | Média                        | 10.0%           | 10.3%                        | 9.8%            | 10.1%                        |